# Нача Гевара
Клоти́льда Ако́ста (исп. Clotilde Acosta; род. 3 октября 1940, Мар-дель-Плата, Буэнос-Айрес), больше известна как На́ча Гева́ра (исп. Nacha Guevara) — аргентинская певица, танцовщица, актриса и театральный режиссёр. Основательница кафе-шантана, кабаре и музыкального театра в своей стране, она считается одной из самых самобытных и значимых артисток Латинской Америки. За свою более чем шестидесятилетнюю карьеру она выпустила двадцать семь альбомов, снялась в пятнадцати фильмах, десятках театральных постановок и телевизионных художественных картин. 

## Биография
Родилась в аргентинском городе Мар-дель-Плата в 1940 году. В юности обучалась актёрскому мастерству. Начало её творческого пути пришлось на революционные шестидесятые и семидесятые годы. Она была противоречивой, но культовой фигурой в андеграундном движении, исполняла песенные адаптации и пародии на Бориса Виана, Жоржа Брассенса, Тома Лерера, Виолету Парру, Николаса Гильена, Хулио Кортасара и других. 

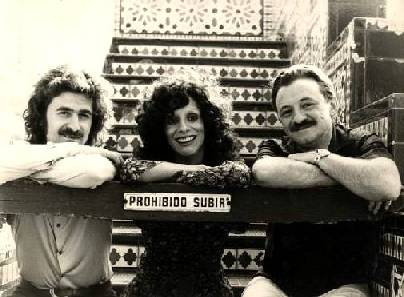
С поэтом Марио Бенедетти и мужем-музыкантом Альберто Фаверо (1973).

Помимо выступлений в музыкальном театре и подпольных кабаре, она продолжала сольные концерты, исполняя песни на стихи Пабло Неруды и Хосе Агустина Гойтисоло, а также плодотворно сотрудничая с уругвайским поэтом Марио Бенедетти. В начале 1970-х годов одной из ее ключевых работ стали работы «Нача поёт Бенедетти» и «Песни для моих детей» (Canciones para mis hijos), в которых они с тогдашним супругом и музыкальным партнёром Альберто Фаверо адаптировали для музыки некоторые из самых известных стихотворений автора. 
В 1973 году она получила широкое признание критиков и зрителей благодаря своему грандиозному ревю «Тысяча и одна ночь» («Las mil y una Nachas»), где она исполнила шестнадцать ролей в эффектной постановке художника-постановщика Клаудио Сеговии, с хореографией Лии Хелин и оркестром под управлением Фаверо. 
После установления диктатуры в стране у артистки начались проблемы из-за политических взглядов, певице начали угрожать представители ультраправых эскадронов смерти ААА. На некоторое время она покинула страну, отправившись в Перу, а затем в Мексику. В конце концов она предприняла попытку вернуться на аргентинскую сцену, но ААА подорвали бомбу в театре Буэнос-Айреса, где она выступала, что привело к смерти сотрудника и нескольким ранениям.

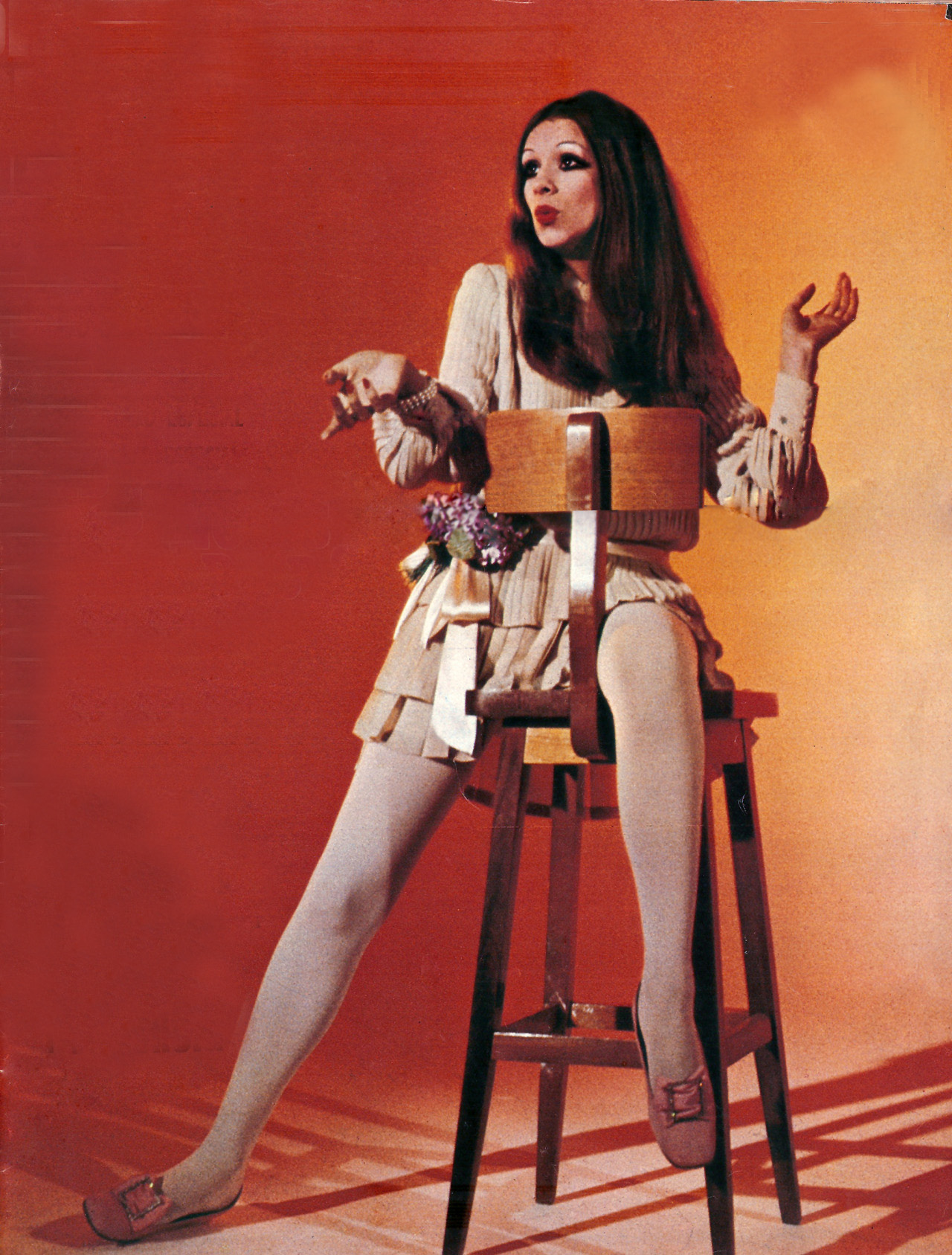
Гевара в журнале Siete Días Ilustrados (1969).

В 1975 году певица бежала из страны. В 1978 году она поселяется в Испании, продолжая записывать альбомы и давать концерты. Она продолжила успешную карьеру в Мексике, Испании, Бразилии и на Кубе. Также регулярно приезжала в США, благодаря режиссёру Харольду Принсу провела там ряд успешных концертов. 
В 1984 году, после падения военного режима, Гевара возвращается на родину, где продолжает успешную карьеру. В 1986 году она сыграла главную роль в «Эве» Педро Оргамбиде, аргентинском ответе на мюзикл «Эвита» Эндрю Ллойда Уэббера. В 2008 году спектакль был переработан для более масштабной версии. В последние десятилетия она добилась признания как актриса, участвуя в аргентинских фильмах и сериалах.
1 июня 2004 года газеты объявили о назначении Начи исполнительным директором Национального фонда искусств (Fondo Nacional de las Artes). Несмотря на это, 11 августа она ушла в отставку с должности, которую ещё не заняла, из-за отсутствия средств в бюджете на выплату зарплаты. 
В 2009 году она баллотировалась в депутаты на парламентских выборах, заняв третье место в списке правящей левоперонистской коалиции «Фронт победы» Кристины Фернандес де Киршнер, возглавляемом уходящим президентом Нестором Киршнером. Несмотря на избрание, она так и не заняла депутатское место, уйдя в отставку до принятия присяги — по её словам, виновницей её ухода из политики стала коллега по партии Патрисия Вака Нарваха, заявившая ей: «Палата депутатов Аргентинской нации — не место для свободомыслящих».
Гевара также известна пропагандой здорового образа жизни, что позволило ей оставаться в отличной форме в течение последних десятилетий. В 2023 году, в возрасте восьмидесяти двух лет, она вернулась на сцену с музыкальным шоу Nacha en pijama на улице Корриентес и выпустила новый студийный альбом Voy a cantar lo que se me canta.

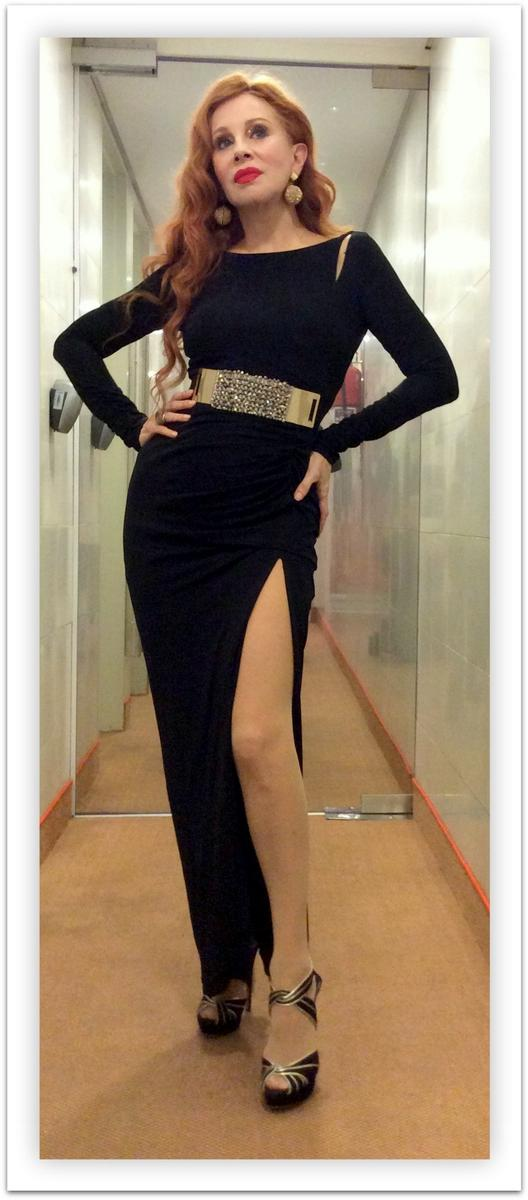
Нача Гевара в 77-летнем возрасте (2017)

## Дискография
Студийные альбомы
- Nacha Guevara Canta (1968)
- Mezzo Soprano (1969)
- Nacha Guevara (1970)
- Nacha canta Benedetti (1972)
- Canciones para mis hijos (1973)
- Amor de ciudad grande (1977)
- Para cuando me vaya (1978)
- Amor de ciudad grande (1978)
- Aquí estoy (1981)
- Viva Sevilla (1982)
- Los patitos feos (1984)

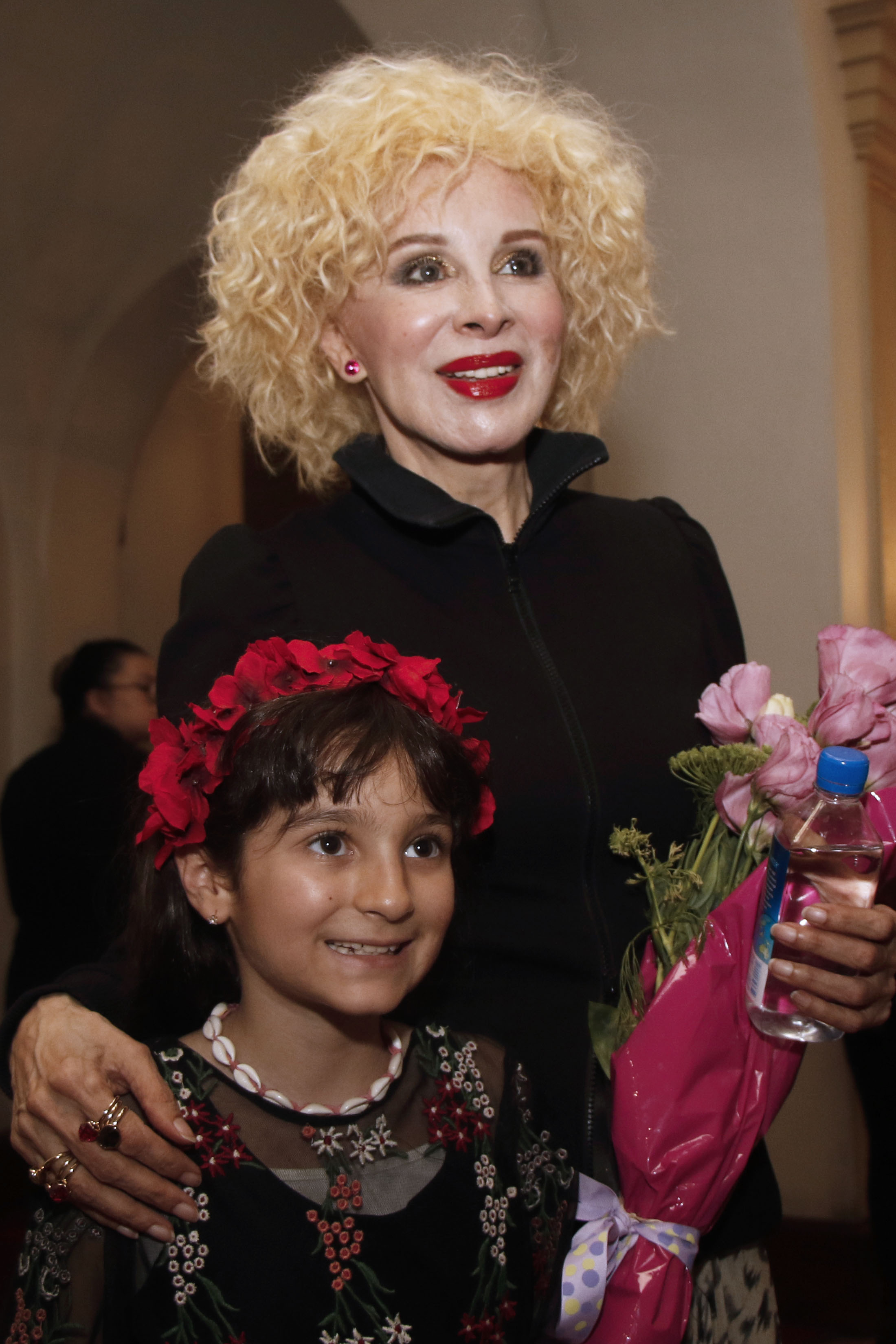
Нача Гевара в 2019 году

- No llores por mi Argentina (1986)
- Heavy Tango[исп.] (1991)
- La vida en tiempo de tango (2000)
- Historia del Soldado (2003)
- Voy a cantar lo que se me canta (2023)

Концертные альбомы
- Este es el año que es (1971)
- Las mil y una Nachas (1974)
- Nacha Guevara en Vivo (1975)
- Canta a Benedetti (1976)
- Esta noche en Vivo (1976)
- Nacha de noche (1977)
- Con Benedetti y Favero (1979)
- Nacha Guevara Canta a Benedetti (1979)
- Aquí estoy (1984)
- Nacha de noche (1985)
- EVA, el gran musical argentino (1986)
- Nacha Guevara en Concierto (1988)

Сборники
- Sus primeras grabaciones (1978)
- Grandes canciones de Nacha Guevara (1984)
- No llores por mi Argentina (1987)
- Mis momentos (1997)
- Los esenciales (2002)
- Éxitos originales (2003)